# Lichida
De Lichida zijn een orde van gewoonlijk stekelige trilobieten die leefde vanaf het Furongien tot het Frasnien. Deze trilobieten hebben gewoonlijk acht tot dertien thoraxsegmenten. De trilobieten hebben vaak een korrelige textuur of hebben wrat- of stekelachtige knobbels op hun exoskelet. Sommige soorten zijn uitzonderlijk stekelig, met stekelige thoraxsegmenten die even lang of langer zijn dan het hele lichaam, van het cephalon tot het pygidium. De pygidia zijn bladvormig en eindigen meestal ook in stekels. 
De orde is onderverdeeld in twee families, de Lichidae en de Lichakephalidae. De Lichida behoren tot de grootste trilobieten. De op één en twee na grootste trilobieten (Uralichas hispanicus en Teratapsis grandis) zijn onderverdeeld in Lichida.

## Taxonomie

### Lichidae
- Acanthopyge
- Akantharges
- Allolichas
- Amphilichas
- Apatolichas
- Arctinurus
- Autoloxolichas
- Borealarges
- Ceratarges
- Conolichas
- Craspedarges
- Dicranogmus
- Dicranopeltis
- Echinolichas
- Eifliarges
- Gaspelichas
- Hemiarges
- Homolichas
- Hoplolichas
- Hoplolichoides
- Jasperia
- Leiolichas
- Lichas
- Lobopyge
- Lyralichas
- Mephiarges
- Metaleiolichas
- Metalichas
- Metopolichas
- Neolichas
- Nipponarges
- Ohleum
- Oinochoe
- Otarozoum
- Paraleiolichas
- Perunaspis
- Platylichas
- Probolichas
- Pseudotupolichas
- Radiolichas
- Richterarges
- Rontrippia
- Terataspis
- Terranovia
- Trimerolichas
- Trochurus
- Uralichas
- Uripes

### Lichakephalidae
- Acidaspidella, ook wel onder Odontopleurida
- Acidaspides, ook wel onder Odontopleurida
- Acidaspidina
- Archikainella
- Belovia
- Bestjubella
- Brutonia
- Colossaspis
- Eoacidaspis
- Lichakephalus
- Lichokephalina
- Metaacidaspis
- Paraacidaspis
- Usoviana